# Фијел
Фијел (њем. Viöl) општина је у њемачкој савезној држави Шлезвиг-Холштајн. Једно је од 132 општинска средишта округа Нордфризланд. Према процјени из 2010. у општини је живјело 1.965 становника. Посједује регионалну шифру (AGS) 1054144.

## Географски и демографски подаци
Фијел се налази у савезној држави Шлезвиг-Холштајн у округу Нордфризланд. Општина се налази на надморској висини од 22 метра. Површина општине износи 19,0 km². У самом мјесту је, према процјени из 2010. године, живјело 1.965 становника. Просјечна густина становништва износи 104 становника/km².